# Фракональто
Фракональто (итал. Fraconalto) — коммуна в Италии, располагается в регионе Пьемонт, в провинции Алессандрия.
Население составляет 349 человек (2008 г.), плотность населения составляет 22 чел./км². Занимает площадь 16 км². Почтовый индекс — 15060. Телефонный код — 010.
Покровительницей коммуны почитается Пресвятая Богородица (Madonna della Salute e della Pace), празднование в первое воскресение июля. 

## Демография
Динамика населения:

## Администрация коммуны
- Официальный сайт: